# Mountain View (Hawaï)
Mountain View is een plaats (census-designated place) in de Amerikaanse staat Hawaï, en valt bestuurlijk gezien onder Hawaii County.

## Demografie
Bij de volkstelling in 2000 werd het aantal inwoners vastgesteld op 2799.

## Geografie
Volgens het United States Census Bureau beslaat de plaats een oppervlakte van
146,7 km², waarvan 146,7 km² land en 0,0 km² water. Mountain View ligt op ongeveer 285 m boven zeeniveau.

## Plaatsen in de nabije omgeving
De onderstaande figuur toont nabijgelegen plaatsen in een straal van 16 km rond Mountain View.